# Wojciech Zelek
Wojciech Zelek (zm. 27 grudnia 1861) – poseł do Sejmu Krajowego Galicji I kadencji (1861).
Wybrany w IV kurii obwodu Sącz, z okręgu wyborczego nr 65 Limanowa-Skrzydlna. Po jego śmierci na jego miejsce w 1863 wybrano Michała Cichorza, wybór został zakwestionowany przez Sejm, w kolejnych wyborach został wybrany ponownie Michał Cichorz.